# Kobuzie (rejon wilejski)
Kobuzie (biał. Кобузі, ros. Кобузи) – wieś na Białorusi, w obwodzie mińskim, w rejonie wilejskim, w sielsowiecie Wiazyń.

## Historia
W czasach zaborów wieś w gminie Wiazyń, w powiecie wilejskim, w guberni wileńskiej Imperium Rosyjskiego.
W latach 1921–1945 wieś leżała w Polsce, w województwie wileńskim, w powiecie wilejskim, w gminie Wiazyń.
Według Powszechnego Spisu Ludności z 1921 roku zamieszkiwało tu 275 osób, wszystkie były wyznania prawosławnego i zadeklarowały białoruską przynależność narodową. Były tu 43 budynki mieszkalne. W 1931 w 44 domach zamieszkiwało 288 osób.
Wierni należeli do parafii rzymskokatolickiej w Ilii i prawosławnej w Wiazyniu. Miejscowość podlegała pod Sąd Grodzki w Ilii i Okręgowy w Wilnie; właściwy urząd pocztowy mieścił się w Wiazyniu. W wyniku napaści ZSRR na Polskę we wrześniu 1939 miejscowość znalazła się pod okupacją sowiecką. 2 listopada została włączona do Białoruskiej SRR. Od czerwca 1941 roku pod okupacją niemiecką. W 1944 miejscowość została ponownie zajęta przez wojska sowieckie i włączona do Białoruskiej SRR.
Od 1991 roku w składzie niepodległej Białorusi.